# Национальный праздник (Исландия)
Национальный праздник (исл. Þjóðhátíðardagurinn) — ежегодный национальный праздник в Исландии, посвящённый провозглашению независимости Республики Исландия от Дании 17 июня 1944 года. День празднования совпадает с днём рождения Йоуна Сигурдссона — лидера движения за независимость Исландии.

## Празднование
Официальное празднование начинается с утренней службы в кафедральном соборе Рейкьявика.
С 2008 года президент Исландии прибывает на праздник на отреставрированном президентском автомобиле (с номерным знаком «1») Packard Custom Super Eight 1942 года выпуска, принадлежавшем первому президенту Свейдну Бьёднссону, находящемся в коллекции Национального музея Исландии. Автомобиль такой модели Свейдну Бьёднссону подарил президент США Франклин Рузвельт, однако подарок не был доставлен. Немецкая подлодка U-300 у мыса Рейкьянес в 12:07 10 ноября 1944 года торпедировала британский танкер «Ширван» из разбросанного штормом конвоя UR-142, следовавшего без сопровождения из шотландского залива Лох-Ю в Рейкьявик. Исландское судно «Годафосс» из того же конвоя остановилось, чтобы подобрать выживших с танкера, но также было торпедировано той же подлодкой в 14:59. Вместе с «Годафоссом» утонул и подаренный Рузвельтом Packard. Вскоре был куплен новый автомобиль той же модели.
После службы в соборе следует официальная церемония у здания альтинга на площади Эйстюрвёдлюр в центре Рейкьявика, рядом с памятником Йоуну Сигюрдссону. Завершает официальную часть церемонии Женщина гор, одетая в исландский национальный костюм XIX века, которая читает стихи, в которых представляет исландский дух и природу. С 1947 года роль Женщины гор обычно исполняют актрисы. В 2025 году это была актриса Катрин Халльдоура Сигюрдардоуттир.
Далее следует шествие на кладбище Хоулавадлагардюр, к могиле Йоуна Сигюрдссона, где возлагается венок.
В национальный праздник по всей Исландии проводятся парады.

## История
Впервые день рождения Йоуна Сигюрдссона широко отмечался в 1907 году. В 1911 году прошёл впервые национальный праздник, празднование 100-летия со дня рождения Йоуна Сигюрдссона, к которому приурочили основание Исландского университета.
В ходе референдума о независимости страны 20—23 мая 1944 года в Исландии большинством избирателей была выбрана полная независимость от Дании. Провозглашение независимости приурочили к национальному празднику 17 июня. В этот же день Альтинг принял Конституцию Исландии и избрал первым президентом Исландии Свейдна Бьёднссона.